# 丹尼尔·哈贝松
丹尼尔·哈贝松（德語：Daniel Habesohn，1986年7月22日—），奥地利男子乒乓球运动员。他曾代表奥地利参加2016年和2020年夏季奥林匹克运动会乒乓球比赛。他也曾在欧洲锦标赛上获得过男子双打和男子团体冠军。